# Педагогическое прогнозирование
Педагогическое прогнозирование оперирует педагогическими процессами, явлениями или направлено на предсказание результатов поведения, развития педагогической системы в целом или отдельных ее частей. Примерами педагогических процессов могут быть процессы формирования, развития, становление, воспитание, обучение, самосовершенствование, самообучение, профессиональной подготовки и т.д..
Педагогическое прогнозирование тесно связано с педагогическим целеполаганием, так как открывает возможности обоснованного диагностического задания целей.

## Виды прогнозирования
Поисковое прогнозирование непосредственно направлено на определение будущего состояния объекта, исходя из учета логики его развития и влияния внешних условий.
Нормативное прогнозирование, принимая заданность объекта преобразования, связано с нахождением оптимальных путей достижения заданного состояния.

## Методы прогнозирования
1.Моделирование – построение модели как целостной конструкции, отражающей систему взаимосвязей реального педагогического явления.
2.Выдвижение гипотез – выдвижение предположения, ряда положений, основанных на анализе реальной ситуации.
3.Мысленный эксперимент – мысленное построение схемы реализации эксперимента, его предполагаемые этапы и результаты в специально созданной ситуации.
4.Экстраполяция – перенос решения определенной педагогической задачи в измененные условия с целью определения новых путей ее решения.